# Mason (kráter)

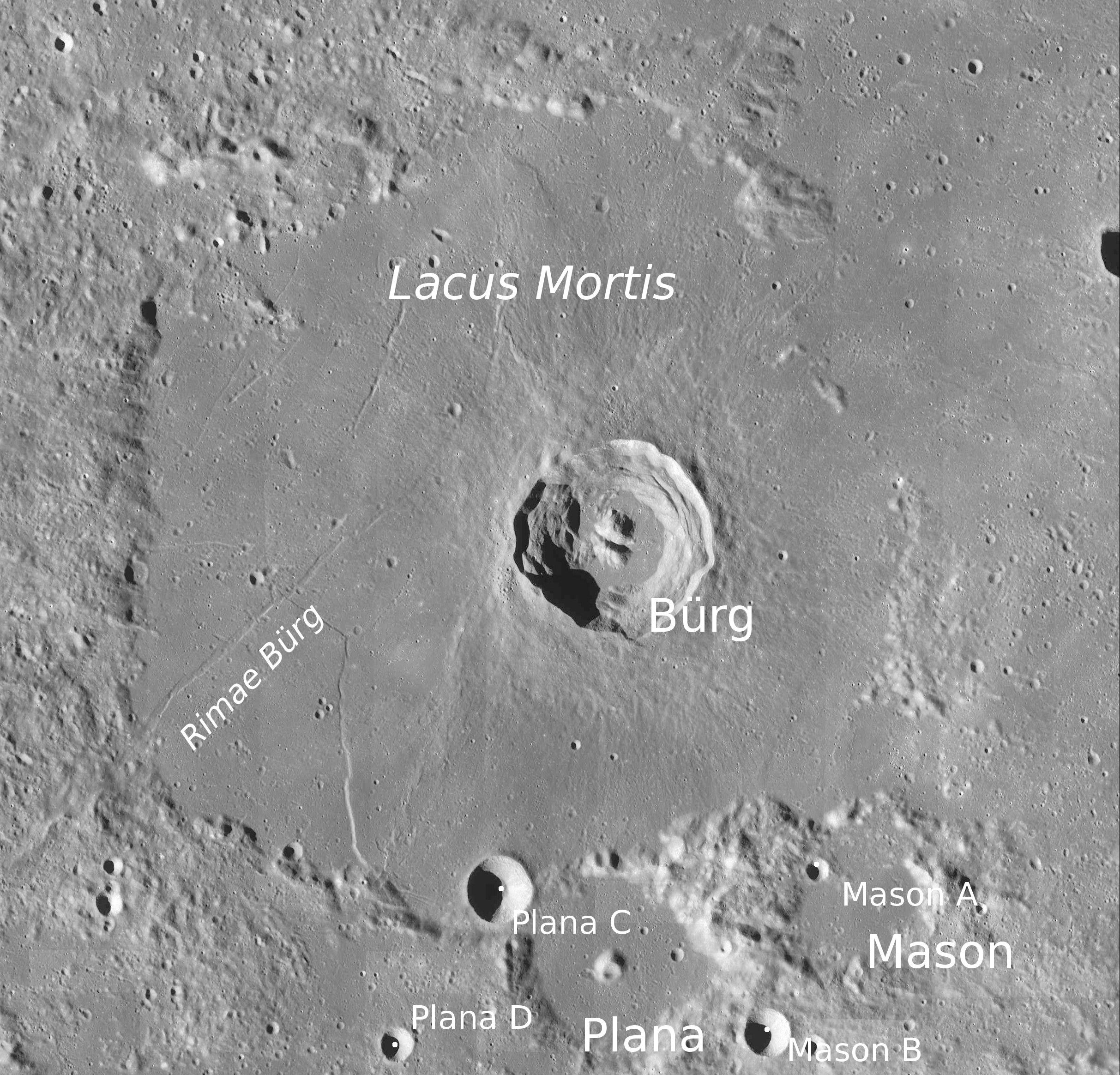
Poloha kráteru Mason.

Mason je měsíční lávou zatopený a částečně rozpadlý kráter nacházející se na rozhraní Lacus Mortis (Jezero smrti) (leží severně) a Lacus Somniorum (Jezero snů) (leží jižně) na přivrácené straně Měsíce. Má rozměry 33×43 km, pojmenován byl podle anglického astronoma Charlese Masona. Na jeho dně leží menší satelitní kráter Mason A (u severozápadního valu).
V těsné blízkosti leží kráter Plana se středovou horou (západně), severně se v Jezeru smrti tyčí okrajové valy výrazného kráteru Bürg.

## Satelitní krátery
V okolí kráteru se nachází několik menších kráterů. Ty byly označeny podle zavedených zvyklostí jménem hlavního kráteru a velkým písmenem abecedy.
| Mason | Sel. šířka | Sel. délka | Průměr |
| ----- | ---------- | ---------- | ------ |
| A     | 42.8° S    | 30.1° V    | 5 km   |
| B     | 41.8° S    | 29.6° V    | 10 km  |
| C     | 42.9° S    | 33.8° V    | 12 km  |